# Alessandro Bon (1514-1566)

Stemma della famiglia Bon

Alessandro Bon (Venezia, 21 dicembre 1514 – Venezia, 7 gennaio 1566) fu un nobiluomo veneziano.

## La vita
Figlio di Marino di Michele e da Virginia Fasolo, apparteneva al ramo nobile dei Bon "dalle Fornase" (Fornaci), titolo comprato nell'occasione della guerra di Chioggia, 1381.
Sposò Paola Mocenigo di Pietro, pronipote del doge Giovanni Mocenigo.
Non volle partecipare alla vita politica della Serenissima, ma lo si trova fra gli Undici che scelsero i quarantuno elettori del doge Marcantonio Trevisan, 1553.

## L'attività nelle bonifiche
Visse nel periodo delle grandi bonifiche dei nuovi proprietari terrieri come Alvise Cornaro, che grazie al magistrato sopra i Beni inculti, nel 1556 aveva intrapreso il prosciugamento del comprensorio del Gorzon.
Essendo egli stesso proprietario di vasti terreni nel Veronese, immaginò un progetto gigantesco di bonifica.
L'11 dicembre 1559 chiese ed ottenne in concessione l'attività di bonifica di tutte le terre comprese tra il Bacchiglione e il Po, attuali provincie di Padova, di Verona e nel Polesine rodigino.
Il Senato gli diede un mandato preciso: la bonifica era totalmente a proprio rischio. Poteva altresì richiedere ai proprietari un deposito di tre ducati per campo, che avrebbe potuto riscuotere solo a bonifica effettuata da ogni proprietario. Ove tale pagamento non fosse avvenuto, sarebbe divenuto lui il proprietario delle terre emerse.
Nel 1563 si era già impossessato di 14.000 campi, tutti nel Padovano, per sua stessa ammissione respingendo l'accusa di averne agito ben oltre la legittima concessione accordatagli.

## I finti complotti
Il Bon non era visto di buon occhio a Venezia, a causa dei suoi affari e di due episodi molto gravi.
Nel 1552 accusò la Spagna di voler conquistare Verona di fronte al Consiglio dei Dieci. Non venne creduto, e alla richiesta di un testimone fuggì a Milano dove venne arrestato dalle autorità spagnole. Venezia pagò il riscatto per liberarlo.
Ancora nel dicembre del 1565 millantò trame contro la Repubblica, questa volta da parte dell'Impero.
Il 1º gennaio 1566 le milizie imperiali sarebbero entrate in azione. Arrivò a consegnare e far torturare un presunto testimone.
Le cronache dello storico e poeta Nicolò Agostini raccontano che in tale data "in grandissimo moto e terrore, e non fu il maggiore da quello di Baiamonte Tiepolo in qua", il Maggior Consiglio venne sciolto e milizie veneziane schierate invano.

## La morte
A causa di questa ultima bravata, e di una vita non consona, il Consiglio dei Dieci lo fece torturare, e poi decapitare in Piazza San Marco la mattina del 7 gennaio 1566.
La famiglia, tuttavia, riuscì a riottenere le concessioni per le opere di bonifica nelle valli veronesi e padovane.